# Cariati
Cariati este o comună din provincia Cosenza, regiunea Calabria, Italia, cu o populație de 7.478 locuitori (1 ianuarie 2023) și o suprafață de 28,82 km².

## Demografie
Cariati - evoluția demografică

|  | Graficele sunt indisponibile din cauza unor probleme tehnice. Mai multe informații se găsesc la Phabricator și la wiki-ul MediaWiki. |

Date: Recensăminte sau birourile de statistică - grafică realizată de Wikipedia

## Personalități născute aici
- Domenico Berardi (n. 1994), fotbalist.